# The Very Best of Grateful Dead
The Very Best of Grateful Dead es un álbum recopilatorio de la banda de rock estadounidense Grateful Dead. Fue lanzado el 16 de septiembre de 2003, a través de Rhino Records.

## Lista de canciones
1. "Truckin'" (Jerry Garcia, Robert Hunter, Phil Lesh, Bob Weir) – 5:08
2. "Touch of Grey" (Garcia, Hunter) – 5:50
3. "Sugar Magnolia" (Hunter, Weir) – 3:19
4. "Casey Jones" (Garcia, Hunter) – 4:28
5. "Uncle John's Band" (Garcia, Hunter) – 4:46
6. "Friend of the Devil" (Dawson, Garcia, Hunter) – 3:24
7. "Franklin's Tower" (Garcia, Hunter, Bill Kreutzmann) – 4:33
8. "Estimated Prophet" (John Perry Barlow, Weir) – 5:38
9. "Eyes of the World" (Garcia, Hunter) – 5:20
10. "Box of Rain" (Hunter, Lesh) – 5:20
11. "U.S. Blues" (Garcia, Hunter) – 4:40
12. "The Golden Road (To Unlimited Devotion)" (Garcia) – 2:12
13. "One More Saturday Night" (Weir) – 4:50
14. "Fire on the Mountain" (Mickey Hart, Hunter) – 3:48
15. "The Music Never Stopped" (Barlow, Weir) – 4:35
16. "Hell in a Bucket" (Barlow, Weir) – 5:38
17. "Ripple" (Garcia, Hunter) – 4:10

## Personal
- Tom Constanten – teclados
- Jerry Garcia – voz, guitarra
- Donna Godchaux – voz, coros
- Keith Godchaux – teclados
- Mickey Hart – batería
- Bill Kreutzmann – batería
- Phil Lesh – bajo, voz
- Ron McKernan – teclados, voz
- Brent Mydland – teclados
- Bob Weir – guitarra, voz

## Listas
Álbum - Billboard
| Año  | Lista             | Posición |
| ---- | ----------------- | -------- |
| 2003 | The Billboard 200 | 69       |